# Internationale Friedensfahrt 1989
Die 42. Internationale Friedensfahrt (Course de la paix) war ein Straßenradrennen, das vom 8. bis 20. Mai 1989 ausgetragen wurde.
Die 42. Auflage der Internationalen Friedensfahrt bestand aus zwölf Einzeletappen und führte auf einer Gesamtlänge von 1927 km von Warschau über Berlin nach Prag. Mannschaftssieger war die UdSSR. Die Bergwertung gewann Uwe Ampler aus der DDR.
Insgesamt waren 106 Fahrer aus 18 Staaten am Start. Normalerweise wurden sechs Mann je Staat gestellt. Die Mannschaften aus China und Italien hatten nur fünf Mann. Ursprünglich sollte die Tour von Paris nach Moskau führen und auch Profi-Mannschaften am Start sehen. Im Dezember 1988 sagte der Internationale Profi-Verband (FICP) die Teilnahme jedoch ab.
Teilnehmende Nationen waren:
| Polen Tschechosl. Bulgarien Frankreich DDR Sowjetunion | Niederlande Rumänien Vereinigte Staaten Syrien BR Deutschland Vereinigtes Königreich | Volksrepublik China Mongolische Volksrepublik Belgien Kuba Portugal Italien |

## Mannschaftskader der deutschsprachigen Mannschaften
| DDR Uwe Ampler Thomas Barth Olaf Jentzsch Olaf Ludwig Uwe Raab Steffen Rein | BR Deutschland Ernst Christl Axel Engel Raphaël Rothermund Michael Rich Dominik Krieger Dieter Niehues |

## Details
| Ergebnis | Ergebnis      | Ergebnis     | Ergebnis | Ergebnis |
| -------- | ------------- | ------------ | -------- | -------- |
| Erster   | Uwe Ampler    | 47:30:43 h   | DDR      |          |
| Zweiter  | Olaf Jentzsch | + 00:26 min. | DDR      |          |
| Dritter  | Zenon Jaskula | + 2:42 min.  | Polen    |          |

| Etappe     | Start – Ziel                | Etappensieger                          | Etappen- länge | Fahrzeit |
| ---------- | --------------------------- | -------------------------------------- | -------------- | -------- |
| 01. Etappe | Rund um Warschau            | Dschamolidin Abduschaparov Sowjetunion | 078 km         | 1:38:15  |
| 02. Etappe | Warschau – Łódź             | Zbigniew Spruch Polen                  | 140 km         | 3:23:36  |
| 03. Etappe | Pabianice – Wrocław         | Olaf Jentzsch DDR                      | 198 km         | 4:51:37  |
| 04. Etappe | Wrocław – Poznań            | Pawel Schumanow Bulgarien              | 187 km         | 4:04:12  |
| 05. Etappe | Poznań – Cottbus            | Uwe Raab DDR                           | 197 km         | 4:31:10  |
| 06. Etappe | Cottbus – Halle             | Olaf Ludwig DDR                        | 203 km         | 5:37:42  |
| 07. Etappe | Halle – Berlin              | Olaf Ludwig DDR                        | 213 km         | 4:57:15  |
| 08. Etappe | Mahlow – Dresden            | Uwe Raab DDR                           | 197 km         | 4:50:37  |
| 09. Etappe | Dresden – Mladá Boleslav    | Uwe Ampler DDR                         | 167 km         | 4:16:15  |
| 10. Etappe | Mladá Boleslav – Trutnov    | Olaf Jentzsch DDR                      | 150 km         | 4:03:14  |
| 11. Etappe | Einzelzeitfahren in Trutnov | Uwe Ampler DDR                         | 035 km         | 2:45:19  |
| 12. Etappe | Trutnov – Prag              | Frank van Veenendaal Niederlande       | 162 km         | 4:27:58  |